# NGC 6659
NGC 6659 – grupa gwiazd znajdująca się w gwiazdozbiorze Herkulesa, klasyfikowana jako gromada otwarta lub asteryzm. Odkrył ją John Herschel 12 lipca 1830 roku. Znajduje się w odległości ok. 3,8 tys. lat świetlnych od Słońca oraz 25,6 tys. lat świetlnych od centrum Galaktyki.